# Споменик Слобода
Споменик Слобода се налази на Иришком венцу, врху Фрушке горе. Подигнут је 1951. године у част палих бораца и представља симбол Народноослободилачке борбе народа Војводине. Свечано је отворен 7. јула 1951. године на десету годишњицу Дана устанка народа Србије. Аутор споменика је вајар Сретен Стојановић.
Споменик се састоји од високог обелиска на чијем врху стоји жена-победа са високо уздигнутим рукама, гест којим позива народ на оружани устанак. На постољу из кога израста обелиск, налази се скулптура групе партизана. На бочним зидовима споменика налазе се бронзани рељефи са сценама из Народноослободилачке борбе.

## Историјски контекст и значај
Изградња Споменика Слобода представља један од најзначајнијих подухвата у области меморијалне архитектуре и вајарства у Србији након Другог светског рата. Одмах по ослобођењу, у Југославији је започета интензивна изградња споменика који су требали да обележе страдања и херојство народа током Народноослободилачке борбе. Фрушка гора, као простор са богатом историјом и симболичким значењем, изабрана је за локацију овог монументалног дела, јер је током рата била један од главних центара партизанског отпора у Војводини.
Сам споменик је посвећен свим жртвама и борцима Војводине који су дали живот за слободу током Другог светског рата, али и као подсећање на идеале слободе, једнакости и братства. Овај споменик је постао место окупљања, сећања и поштовања, али и простор за јавне манифестације, државне и локалне прославе, као што је обележавање 7. јула – Дана устанка народа Србије.

## Архитектонске и уметничке карактеристике
Споменик Слобода је комплексно уметничко дело које комбинује елементе вајарства и архитектуре. Централни елемент је висок обелиск од армираног бетона, који се уздиже из масивног постоља. На врху обелиска налази се скулптура жене-победе, симболизујући слободу и победу над фашизмом. Њене руке су подигнуте у вис, што представља позив на борбу и отпор, али и тријумф над злом.
Поред централне фигуре, на постољу су смештене скулптуре групе партизана, који представљају различите народности Војводине, чиме се наглашава мултиетнички карактер овог подручја и борбе. Ове фигуре су приказане у покрету, са снажним изразима лица и динамичним позама, што симболизује одлучност, храброст и јединство у борби за слободу.
Бронзани рељефи на бочним зидовима приказују сцене из живота и борбе партизана: од поласка у борбу, преко тренутака страдања, до победе и ослобођења. Ови рељефи су израђени са изузетном пажњом према детаљима и доприносе снажном емоционалном утиску који споменик оставља на посетиоце.

## Аутор и стваралачки процес
Аутор споменика, Сретен Стојановић, један је од најзначајнијих српских вајара 20. века. Његов рад карактерише снажан реализам, али и тежња ка синтези традиционалних и модерних уметничких израза. Стојановић је био активан учесник културног и јавног живота Југославије, а његова дела се налазе у бројним јавним просторима широм земље.
Пројекат за Споменик Слобода настао је након опсежних припрема, конкурса и сарадње са архитектама и другим уметницима. Стојановић је настојао да споменик буде не само меморијално обележје, већ и уметничко дело које ће инспирисати и подстицати на размишљање о вредностима слободе и отпора. Његова идеја је била да се кроз монументалност и симболику споменика изрази величина жртве и значај борбе народа Војводине.

## Културни и друштвени утицај
Споменик Слобода је током деценија постао један од најпрепознатљивијих симбола Фрушке горе и Војводине. Његова локација, на једном од највиших врхова Фрушке горе, омогућава да се види из даљине и да доминира пејзажом. Ово место је постало центар сећања, али и туристичка атракција коју сваке године посећују хиљаде људи из Србије и иностранства.
Током социјалистичког периода, споменик је био место бројних званичних прослава, школских екскурзија и јавних догађаја. После 1990-их, интересовање за овај и сличне споменике је опало, али последњих година поново расте свест о њиховом значају као дела културног наслеђа и идентитета.

## Рестаурација и заштита
Споменик Слобода је под заштитом државе као споменик културе од изузетног значаја. У протеклим деценијама више пута је рестауриран и конзервиран, како би се очувала његова уметничка и историјска вредност. Посебна пажња посвећена је очувању бронзаних рељефа и скулптура, као и стабилности самог обелиска.

## Савремени значај и улога
Данас, Споменик Слобода је место где се организују различити догађаји: од комеморација и културних манифестација, до спортских и туристичких активности. Он је и даље снажан симбол отпора, слободе и јединства, али и подсећање на сложену историју Војводине и Србије. Његова уметничка вредност, монументалност и локација чине га једним од најзначајнијих споменика у региону.

## Галерија
- Титова посета 1969.
- Предња страна споменика
- Задња страна споменика
- Детаљ са предње стране
- Споменик Слобода
- Поглед са предње стране